# Rochechouart-kráter

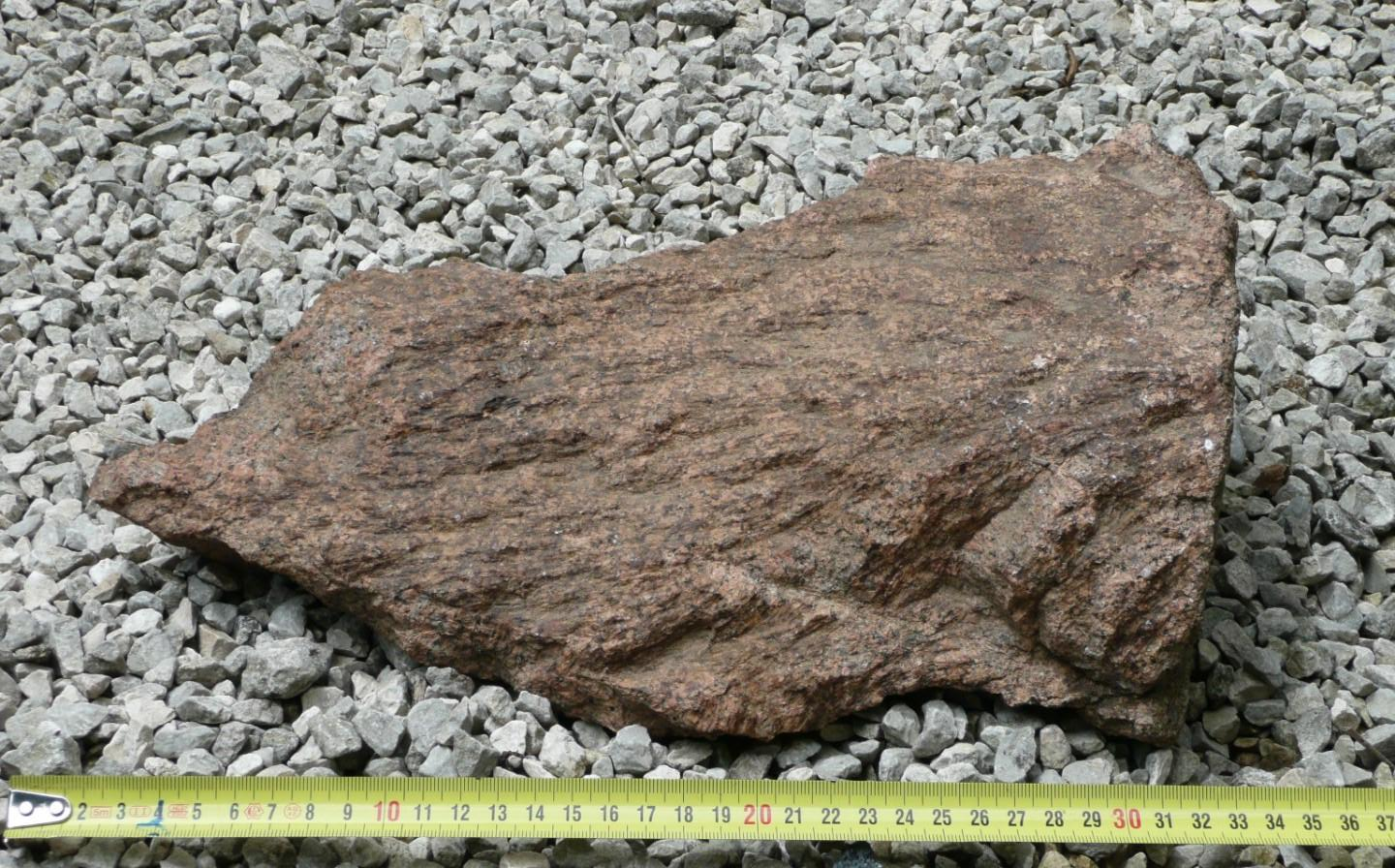
Egy harminc centiméteres hosszúságú meteoritszilánk a helyszínen

A Rochechouart-kráter egy becsapódási kráter Haute-Vienne és Charente megyék határán Franciaországban. Átmérőjét 21 kilométeresre becsülik. A legpontosabb becslések alapján a kráter 201 ±2 millió éve keletkezett. Mivel azóta a kráter eredeti formái erősen lepusztultak, ezért az eredeti felületi gyűrődések napjainkban már nem láthatóak. Mivel ez egy viszonylag kis becsapódásos kráter ezért a kutatók úgy vélik, hogy nem ennek az eseménynek következtében következett be a triász–jura kihalási esemény.
A kráter létezése és keletkezésének eredete már a 19. századtól kezdve komoly viták alapja volt a geológusok közt. E viták lezárására csak 1969-ben került sor, amikor François Kraut (Kraut Ferenc) pinkafői születésű francia geológus egyértelműen bebizonyította, hogy a kráterben található törmelékkő képződmények egy meteoritbecsapódás során keletkeztek.
A Rochechouart-kráter volt az első olyan becsapódási kráter, amelynél kizárólag a kráterben és környékén vett kőzetminták alapján és nem pedig a kialakult jellegzetes geológiai képződmények alapján sikerült bebizonyítani a külső behatás nyomait.

## Többszörös becsapódásos esemény elmélet
David Rowley geofizikus a Chicagói Egyetem kutatója, John Spray a New Brunswick-i Egyetem munkatársa, valamint Simon Kelly az Open Universityről úgy vélik, hogy e kráter egy többszörös meteoritbecsapódás során keletkezett, melynek során létrejött a Manicouagan-kráter Észak-Québecben, a Rochechouart-kráter Franciaországban, a Saint Martin-kráter Manitobában, illetve a Red Wing-kráter Észak-Dakotában. Mindegyik krátert alaposan megvizsgálták már az évtizedek során, de mind ezidáig nem sikerült bizonyítani földtörténeti koregyezésüket.

## Lásd még
- Európai becsapódási kráterek listája

## Fordítás
- Ez a szócikk részben vagy egészben  a   Rochechouart crater című angol Wikipédia-szócikk ezen változatának fordításán alapul.  Az eredeti cikk szerkesztőit annak laptörténete sorolja fel. Ez a jelzés csupán a megfogalmazás eredetét és a szerzői jogokat jelzi, nem szolgál a cikkben szereplő információk forrásmegjelöléseként.